# Mungalåten
Mungalåten är en svensk gånglåt från Munga i Tierps socken i Uppland. Den spelades  vid en spelmanstävling år 1910 som hölls i storstugan vid kustartilleriets hemgård i Vaxholm och den kallas därför även Storstugans marsch. Det var nyckelharpsspelaren Erik Gustaf Englund från Munga som framförde låten, som genast blev populär.